# Tōru Gotō
Tōru Gotō (後藤暢?, Gotō Tōru; Fukuoka, 26 giugno 1934) è un ex nuotatore giapponese.

## Carriera
Specializzato nello stile libero ha vinto la medaglia d'argento nella staffetta 4x200 m sl alle Olimpiadi di Helsinki 1952.

## Palmarès
- Olimpiadi
  - Helsinki 1952: argento nella staffetta 4x200 m sl.